# 辽东郡

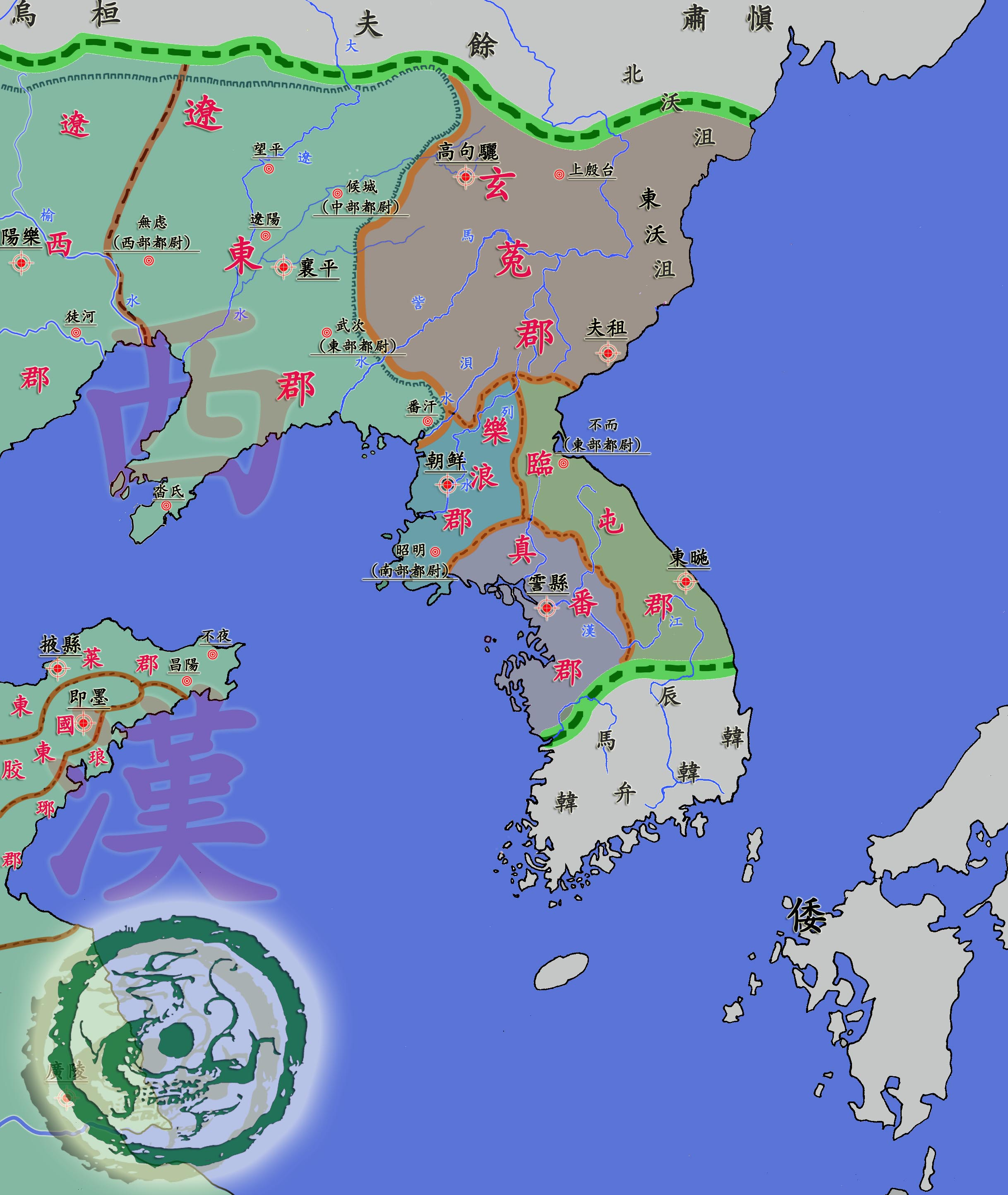
公元前1世紀初东北亚局势

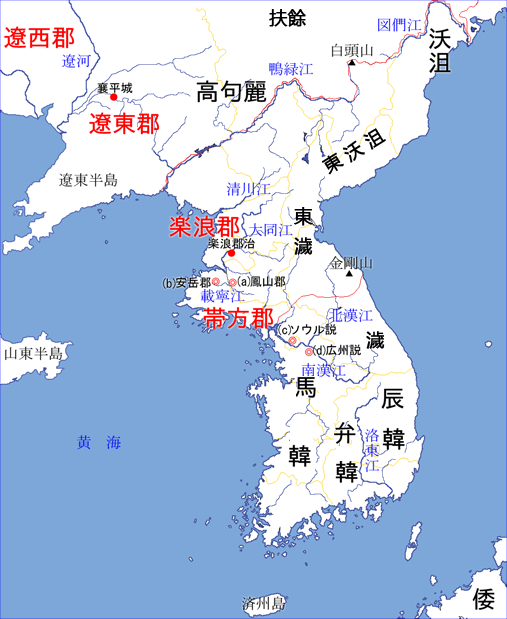
公元1世紀的朝鮮半島

遼東郡，中國古代的郡，主要在今辽宁省境内。

## 沿革
- 戰國時期燕國置郡，郡治襄平（今遼陽市），轄今遼寧大凌河以東。
- 秦朝灭亡后（前206年），一度为辽东国。
- 東漢時，領襄平，新昌，無慮，望平，房，候城，遼隊，遼陽，險瀆，居就，高顯，安市，武次，平郭，西安平，文，番汗，沓氏18縣[1]。後復置西部都尉一職[2]。
- 扶余国在历史上属于东汉的属国，据《后汉书》记载，扶余国行政区划本来隶属玄菟郡，汉献帝时，其王求改属辽东郡[3]。
- 西晉初年（277年—283年）為遼東國[4][5]。
- 十六國後燕末地入高句麗。北燕又侨置遼東郡於今遼寧西部。北齊廢郡。
- 隋朝大业八年（612年）置郡。治通定镇（即今辽宁新民市东北辽宾塔）。辖境相当今辽宁省新民市大部分及铁岭、调兵山、法库等市县部分地。又作襄平郡，《资治通鉴》有提到襄平太守邓。唐朝时废，并入营州（原辽西郡）。